# Marije Smits
Marije Smits (Gouda, 24 oktober 1986) is een Nederlands voormalig paralympisch atlete. Zij was gespecialiseerd in de 100 m en het verspringen. Smits was lid van KAV Holland.

## Biografie
Artsen constateerden in 1998 kanker in Smits' rechteronderbeen. Dit werd in maart van het volgende jaar 'door de knie' geamputeerd, waardoor ze tevens haar eigen knie niet meer heeft. Smits valt hierdoor in de categorie bovenbeenamputees (klasse 42).
Smits begon haar carrière als atleet bij het jeugd WK in Rijsel in 2002. Smits deed daarna o.a. mee aan de Paralympische Zomerspelen 2004 te Athene, de Paralympische Zomerspelen in Peking, alsmede ook de Paralympische Zomerspelen 2012 te Londen. Haar belangrijkste prestatie haalde Smits in januari 2011 op het wereldkampioenschap in Christchurch te Nieuw-Zeeland. Op het onderdeel verspringen won ze daar een zilveren medaille. Na de Paralympische Zomerspelen 2012 zette Smits een punt achter haar sportcarrière.
In november 2009 richtte Smits de stichting Topsport met zonder handicap (voorheen Stichting Marije Smits) op. Deze stichting heeft als doel gehandicapte topsporters te ondersteunen om in hun tak van sport de top te bereiken. Eind 2014 werd de stichting opgeheven.
Smits studeerde geneeskunde en promoveerde in 2015 op het onderwerp gastro-oesofageale reflux bij kinderen.
Ook in 2019 zal ze , evenals in 2017 en 2018, namens de paralympiërs in de vakjury van het Nederlandse Sportgala van het NOC*NSF zitten.

## Persoonlijke records
| Onderdeel   | Prestatie | Datum        | Plaats      | Evenement              |
| ----------- | --------- | ------------ | ----------- | ---------------------- |
| 100 m       | 17,49 s   | 27 juni 2012 | Stadskanaal | Europees kampioenschap |
| verspringen | 3,74 m    | 27 juni 2012 | Stadskanaal | Europees kampioenschap |

## Erelijst (selectie)
- 2004 - Athene, achtste tijdens Paralympische Zomerspelen (verspringen)
- 2005 - Helsinki, vijfde tijdens Europees kampioenschap (verspringen)
- 2006 - Assen, vierde tijdens het Wereldkampioenschap Assen (100 m)
- 2008 - Peking, zesde tijdens de Paralymische Zomerspelen (verspringen)
- 2008 - Peking, vijfde tijdens de Paralympische Zomerspelen (100 m)
- 2011 - Christchurch, tweede tijdens Wereldkampioenschap in Nieuw-Zeeland (verspringen)
- 2012 - Stadskanaal, vierde tijdens Europees Kampioenschap (verspringen en 100m)
- 2012 - Londen, achtste tijdens Paralympische Zomerspelen (100 m)
- 2012 - Londen, elfde tijdens Paralympische Zomerspelen (verspringen)

## Onderscheidingen
- Nederlands beste gehandicapte topatlete - 2011